# Ollie Walsh
Patrick Oliver "Ollie" Walsh, född den 13 juli 1937, död den 9 mars 1996, var en irländsk hurlingspelare. Han spelade för Kilkenny 1956-1972 och var lagets manager 1990-1995.

## Spelarkarriär
1962 var han med och förde Kilkenny till vinst i den högsta hurlingligan, National Hurling League, vilket var Kilkennys första ligavinst sedan 1933. Året därpå vann laget även Leinstermästerskapet efter en komfortabel seger över Dublin. Den seger gjorde att Kilkenny avancerade direkt till All-Ireland-finalen, för tredje tillfället i rad. De ställdes då mot Waterford i en match som sändes live på Telefís Éireann. 1964 tog Walsh och de övriga i Kilkenny en femte Leinster-titel genom ytterligare en stor vinst över Dublin.